# Stoner rock
Stoner rock – podgatunek rocka.

Stoner rock powstał w wyniku fascynacji Black Sabbath i latami 60. i 70. Jest to gatunek epigoniczny, że względu na spore naśladownictwo i kult dokonań Black Sabbath, wyraźny w dorobku artystów gatunku. 
Jedną z najważniejszych wytwórni płytowych dla stoner rocka jest niemiecka wytwórnia Hellhound Records, która przyniosła sztandarowe dla gatunku dzieła takich zespołów jak Saint Vitus, Count Raven, Internal Void, The Obsessed, Iron Man czy Revelation.
Wśród innych artystów z fundamentalnym wpływem należy wymienić Pentagram oraz Trouble.
W stoner rocku słychać wyraźne wpływy proto doom metalu, aranżacyjnie nie pozostajac jednak w czystej formule metalowej,  lecz odnosząc się do hard rocka lat 70.
Jednym z największych promotorów gatunku pozostał były wokalista grupy Napalm Death i Cathedral, Lee Dorrian, który prowadzi sklep oraz wytwórnię płytową Rise Above Records.
W latach 90-tych rozwinięto formułę gatunku o gatunek desert rocka ( Kyuss – Blues for the Red Sun.) oraz muzyki psychodelicznej ( Sleep's Holy Mountain) zespołu Sleep i bardziej rockową formę (Spine of God ) zespołu Monster Magnet oraz zdecydowane brzmienie doom metalowe w przypadku grupy Electric Wizard.
Po roku 2000 nastąpiła druga fala popularności, przenosząc stoner rocka w formę metalową (stoner metal). Nowy gatunek cechował się dużymi zmianami w aranżacjach utworów, ciężarem kompozycji, warstwą liryczną i wizerunku zespołów. Nie wszyscy fani klasycznego stoner rocka dobrze przyjęli rodzący się stoner metal, którego nazwa jest często mylona z klasycznym nurtem.

## Postacie związane ze stoner rockiem
- Josh Homme (Joshua Homme)
  - Kyuss – gitarzysta, 1990–1995
  - Queens of the Stone Age – śpiewający multiinstrumentalista, od 1997
  - Masters of Reality(inne języki) – gitarzysta, wokalista, 2003
  - Them Crooked Vultures – gitarzysta, wokalista, 2009

- Brant Bjork perkusista
  - Kyuss 1990–1994
  - Fu Manchu 1996–2001
  - kariera solowa od 1999
  - Brant Bjork & the Bros od 2005 – wokalista, gitarzysta, kompozytor
  - Ten East – 2006 – gitara basowa

- John Garcia wokalista
  - Kyuss 1990–1997
  - Slo Burn 1997
  - Unida(inne języki) 1999
  - Hermano(inne języki) od 2002

- Chris Goss
  - Masters of Reality(inne języki) – wokalista, gitarzysta, klawiszowiec
  - Producent płyt Kyuss i Queens of the Stone Age

- Nick Oliveri wokalista, gitarzysta basowy
  - Kyuss 1991–1992
  - Queens of the Stone Age 1998–2004
  - Mondo Generator(inne języki) od 1997

## Stoner rock w Polsce
Początki stoner rocka w Polsce sięgają roku 2001, kiedy to założony w 1991 roku doom/deathmetalowy zespół Corruption nagrał płytę Pussyworld, utrzymaną po raz pierwszy w stylistyce stoner metal. Drugim istotnym momentem w historii polskiego stoner rocka było powstanie warszawskiej grupy Elvis Deluxe i wydanie ich dema w 2003 roku. Album ten, w porównaniu do Corruption, prezentował bardziej psychodeliczną odmianę stoner rocka – w stylu sceny Palm Desert, z wyraźnymi wpływami Kyuss. Do wczesnych zespołów grających w Polsce klasyczny stoner rock należał także Castor Fiber i jego późniejsze wcielenie – Oregano Chino.
Bardzo ważnym ośrodkiem stoner rocka, zwłaszcza odmiany stoner doom stał się Lublin i jego okolice – to z tego miasta wywodziła się formacja Fifty Foot Woman, grająca w tym stylu. Obecnie przekształciła się ona w instrumentalne trio Major Kong, grające tradycyjny doom metal. Inne ważne zespoły tej sceny z Lublina i okolic to Solarbabes (klasyczny stoner rock), Klingonian Beauty, Ultimate Universe oraz Dopelord. Od 2006 r. na antenie lubelskiego Radia Centrum emitowana jest „Skamielina”, audycja poświęcona muzyce stoner rockowej, psychodelicznej, sludge i doom, prowadzona przez basistę Fifty Foot Woman i Major Kong – Dominika „Domela” Stachyrę.
Pozostałe warte odnotowania zespoły polskiej sceny, to m.in.: The Vagitarians, nieistniejąca już Luna Negra (większość jej muzyków gra obecnie w formacji Tres Perros), Satellite Beaver, Palm Desert, Broken Betty, Natural High, Belzebong, All Alone, SautruS oraz Death Denied.
Popularność stoner rocka w Polsce, choć wciąż niewielka, stopniowo wzrasta, co widać na podstawie liczby aktywnych zespołów lokalnych inspirujących się tym gatunkiem lub bezpośrednio wykorzystujących tę stylistykę w swoich utworach. Formacje sceny stoner rockowej wydały już w sumie kilkanaście albumów, a ich recenzje ukazały się w uznanych czasopismach muzycznych i serwisach branżowych (np. Metal Hammer, Magazyn Gitarzysta, Teraz Rock czy Muzyka WP.pl).
Poza pojedynczymi koncertami, organizowane są również imprezy prezentujące wyłącznie grupy muzyczne z tego środowiska, np. Stoner Ceremony, Doom Over Goatville, czy Desert Carnival. Zespoły stoner rockowe można także coraz częściej spotkać na popularnych imprezach cyklicznych, jak Asymmetry Festival czy Pepsi Rocks.
W Polsce występowało wiele znanych zespołów zagranicznych prezentujących stoner rock i gatunki bliskie tym brzmieniom, w tym m.in.: Saint Vitus, Orange Goblin, Electric Wizard, Yawning Beheaded Subman, Karma to Burn, Brant Bjork and the Bros, The Atomic Bitchwax, Weedeater, Down, Truckfighters, Fu Manchu, Queens of the Stone Age, Monster Magnet, Nebula, Asteroid, Ufomammut, Lucky Funeral, Black Cobra oraz The Grand Astoria.